# Seisen University
La Seisen University è un'università privata di indirizzo cattolico con sede a Shinagawa, in Giappone.

## Storia
Le origini dell'istituto risalgono alla scuola fondata nel 1935 dalle Ancelle del Sacro Cuore di Gesù. Nel 1950 la scuola fu elevata al rango di college femminile.